# Lithospermum ruderale
Lithospermum ruderale es una especie de planta con flores perteneciente a la familia de la borraja conocida por el nombre común de stoneesed western o lemonweed. Es originaria del oeste de Canadá y del oeste de los Estados Unidos, donde se puede encontrar en muchos tipos de hábitat.

## Descripción

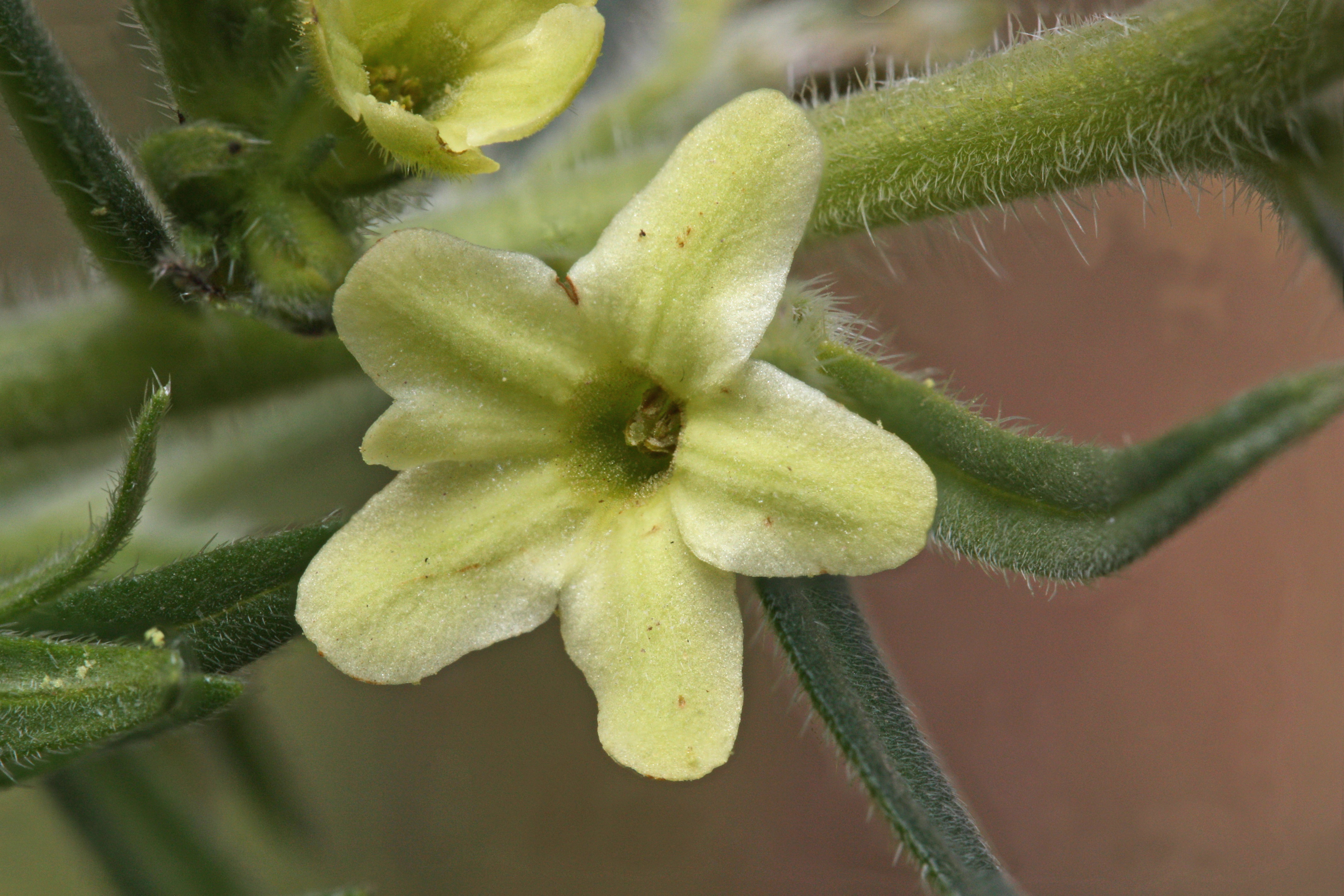
La garganta de la flor es glandular sin protuberancias.

Hierba perenne que crece a partir de una raíz primaria y un cáudice leñoso, está cubierta de pelos finos, más o menos erguidos, especialmente en los tallos. Produce un grupo de tallos frondosos erectos de 20 a 50 centímetros de alto. Los tallos soportan hojas en forma de lanza de hasta 8 centímetros de largo. Racimos de flores con brácteas en forma de hoja aparecen hacia la parte superior del tallo entre las hojas. La corola es de color amarillo claro, a menudo ligeramente verdoso, y de aproximadamente un centímetro de largo y ancho. El estilo es corto. La fruta consiste en uno o dos, a veces cuatro, nueces grises brillantes agrupadas, 3.5 a 6, a veces hasta 8 mm de largo. Esta planta fue utilizada como anticonceptivo por varios grupos de nativos americanos, incluidos los navajos y los shoshone. Los estudios en ratones mostraron que la planta redujo su fertilidad.